# Szájfedősök
A szájfedősök (Phylactolaemata) a mohaállatok (Bryozoa) törzsének egyik osztálya mintegy 69 fajjal.

## Származásuk, elterjedésük
A szájfedősöket tartják a legősibb mohaállatoknak. A tengerekből kipusztultak, ezért mind a 69 fajuk édesvizekben él. Az Ó- és Újvilágban egyaránt megtalálhatók. Európában 17 fajuk honos, ezen belül Magyarországon tíz. Hazánkban ismertebb fajok:
- ágbogas mohaállat (Fredericella sultana),
- kérgező mohaállat (Plumatella repens),
- kocsonyás mohaállat (Lophopus crystallinus).

A 2010-es években Észak-Amerikából települt be és fokozatosan terjeszkedik az óriási mohaállat (Pectinatella magnifica)).

## Megjelenésük, felépítésük
Nevük arra utal, hogy szájnyílásuk fedővel zárható (nem tévesztendő össze a tokfedővel). Ezt a szájnyílásukat (a szűrőszervet) a többi mohaállathoz hasonlóan csillós tapogatókoszorú veszi körül és egy rövid nyúlvány, a szájfedő (episztóma) zárja le. Telepük egyedeinek testüregei közlekednek egymással. Tokfalukban (külvázukban) nem rakódik le mész, az zselatinszerű anyagból és proteinből épül fel.

## Életmódjuk, élőhelyük
A tiszta vizeket kedvelik; feltűnésük az egészséges ökoszisztéma és a jó vízminőség fontos indikátora.
Hermafrodita egyedeik ivarosan szaporodnak egymással. Telepeiket egy-egy ilyen magányos utód hozza létre; a telep többi, ivartalanul létrehozott tagja az ő klónjainak tekintendő.

## Fordítás
- Ez a szócikk részben vagy egészben  a   Phylactolaemata című angol Wikipédia-szócikk ezen változatának fordításán alapul.  Az eredeti cikk szerkesztőit annak laptörténete sorolja fel. Ez a jelzés csupán a megfogalmazás eredetét és a szerzői jogokat jelzi, nem szolgál a cikkben szereplő információk forrásmegjelöléseként.